# Луїджі Ферреро
Луїджі Ферреро (італ. Luigi Ferrero, нар. 26 лютого 1904, Турин — пом. 31 жовтня 1984, Турин) — італійський футболіст, що грав на позиції нападника. По завершенні ігрової кар'єри — футбольний тренер.

## Ігрова кар'єра
Народився 26 лютого 1904 року в місті Турин. Вихованець футбольної школи клубу «Ювентус». Дорослу футбольну кар'єру розпочав 1921 року в основній команді того ж клубу, в якій провів чотири сезони, взявши участь у 31 матчі чемпіонату, проте основним гравцем так і не став.
Після цього з 1926 по 1930 рік грав у другому за рівнем дивізіоні країни за клуби «Луккезе-Лібертас» та «Пістоєзе».
У 1930 році повертається в Серію А, ставши гравцем «Амброзіани» (нині — «Інтернаціонале»), де провів два сезони, після чого перейшов у «Барі».
Завершив професійну ігрову кар'єру у клубі «Торіно», за команду якого виступав протягом 1937—1940 років.

## Кар'єра тренера
Розпочав тренерську кар'єру відразу ж по завершенні кар'єри гравця, 1940 року, очоливши тренерський штаб клубу «Барі».
У 1941–1943 роках тренував «Пескару».
Після війни, 1945 року, Ферруччо Ново запрошує його очолити «Торіно», з яким він виграв два чемпіонські титули поспіль.
1947 року Ферреро став тренером «Фіорентини», пропрацювавши з командою 4 сезони.
У сезоні 1951/52 очолював «Луккезе-Лібертас», але не врятував команду від вильоту з Серії А.
Надалі очолював «Аталанту», «Верону», «Лаціо», «Інтернаціонале», СПАЛ та «Прато».
Останнім місцем роботи була «Фіорентина», команду якого Луїджі Ферреро недовго очолював 1968 року.
Помер 31 жовтня 1984 року на 81-му році життя у Турині.

## Титули і досягнення

### Як гравця
- Переможець Серії Б (1):

«Барі»: 1934-1935

### Як тренера
- Чемпіон Італії (2):

«Торіно»: 1945–46, 1946–47